# Казаклар (Симферопольский район)
Казакла́р (укр. Казаклар, крымскотат. Qazaqlar, Къазакълар) — исчезнувшее село в Симферопольском районе Крыма, располагавшееся на севере района, примерно в 1 км южнее современного села Сухоречье, в среднем течении реки Салгир, на левом берегу.

## История
Первое документальное упоминание села встречается в Камеральном Описании Крыма… 1784 года, судя по которому, в последний период Крымского ханства Казаклар входил в Акмечетский кадылык Акмечетского каймаканства. После присоединения Крыма к России (8) 19 апреля 1783 года, (8) 19 февраля 1784 года, именным указом Екатерины II сенату, на территории бывшего Крымского Ханства была образована Таврическая область и деревня была приписана к Симферопольскому уезду. После Павловских реформ, с 1796 по 1802 год, входила в Акмечетский уезд Новороссийской губернии. По новому административному делению, после создания 8 (20) октября 1802 года Таврической губернии, Казаклар был включён в состав Кучук-Кабачской волости Перекопского уезда.
По Ведомости о всех селениях в Перекопском уезде состоящих с показанием в которой волости сколько числом дворов и душ… от 21 октября 1805 года в  Казанларе числилось 16 дворов и 139 жителей, из которых 126 крымских татар, 3 ясыров и 10 цыган (1 дом принадлежал цыганам), а земля принадлежала капитану Фетти-аге. На военно-топографической карте генерал-майора Мухина 1817 года обозначен Казайлар с 17 дворами. После реформы волостного деления 1829 года Козлар, согласно «Ведомости о казённых волостях Таврической губернии 1829 года», отнесли к Агъярской волости. На карте 1836 года в деревне 9 дворов, а на карте 1842 года Казаклар обозначен условным знаком «малая деревня» (это означает, что в селении насчитывалось менее 5 дворов) и с мечетью.
В 1860-х годах, после земской реформы Александра II, деревню включили в состав Айбарской волости. В «Списке населённых мест Таврической губернии по сведениям 1864 года», составленном по результатам VIII ревизии 1864 года, Казак-Лар — владельческая татарская деревня с 2 дворами, 5 жителями и соборной мечетью при колодцах. По обследованиям профессора А. Н. Козловского начала 1860-х годов, вода в колодцах деревни была пресная «…и не глубокая, всего 4 сажени» (8 м). Вероятно, деревня была покинута жителями в 1860—1864 годах, в результате эмиграции крымских татар, особенно массовой после Крымской войны 1853—1856 годов, в Турцию: на трёхверстовой карте Шуберта 1865 года деревня ещё обозначена, а на карте с корректурой 1876 года её уже нет. Видимо, вскоре в деревню въехали новые поселенцы — в «Памятной книге Таврической губернии 1889 года» по результатам Х ревизии 1887 записан Казаклар Григорьевской волости с 7 дворами и 46 жителями.
После земской реформы 1890 года, Казаклар отнесли к Бютеньской волости. Согласно «…Памятной книжке Таврической губернии на 1892 год», в деревне Казаклар, находившейся в частном владении, было 19 жителей в 3 домохозяйствах. По «…Памятной книжке Таврической губернии на 1902 год» в деревне числилось 22 жителя в 2 домохозяйствах. По Статистическому справочнику Таврической губернии. Ч.II-я. Статистический очерк, выпуск пятый Перекопский уезд, 1915 год, на хуторе Казаклар (Али Тайганского) Бютеньской волости Перекопского уезда числился 1 двор с татарским населением в количестве 3 «посторонних» жителей.
После установления в Крыму Советской власти, по постановлению Крымревкома от 8 января 1921 года была упразднена волостная система и село включили в состав вновь созданного Сарабузского района Симферопольского уезда, а в 1922 году уезды получили название округов. 11 октября 1923 года, согласно постановлению ВЦИК, в административное деление Крымской АССР были внесены изменения, в результате которых был ликвидирован Сарабузский район и образован Симферопольский и село включили в его состав.
Село обозначено на картах Крымского статистического управления 1922 и 1924 годов, при этом в материалах Всесоюзной переписи 17 декабря 1926 года Казаклар не числится. В последний раз в доступных источниках Казаклар встречается на двухкилометровке РККА 1942 года.

## Динамика численности населения
| - 1805 год — 139 чел. - 1864 год — 5 чел. - 1889 год — 46 чел. | - 1892 год — 19 чел. - 1900 год — 22 чел. |